# Побитова скорост
Побитовата скорост или битрейт (на английски: bit rate или bitrate) в телекомуникациите и компютрите е скорост на обмен на информация – броят битове, обработени за единица време.
Единицата мярка е бита в секунда (означение: „bit/s“), често в комбинация с представка като „кило-“ (1 kbit/s = 1000 bit/s), „мега-“ (1 Mbit/s = 1000 kbit/s), „гига-“ (1 Gbit/s = 1000 Mbit/s) или „тера-“ (1 Tbit/s = 1000 Gbit/s). Използва се и нестандартното означение „bps“ (съкращение от „bits per second“ – бита в секунда), така че например „1 Mbps“ означава един милион бита в секунда. Могат да се използват също двоични представки – киби- (Ki-), меби- (Mi-).
Един байт в секунда (1 B/s) съответства на 8 bit/s.

## Компресия на аудио- и видеофайлове
Чрез компресирането на записаната информация в аудио- и видеофайловете, се намалява размерът на файловете. Степента на компресията се преценява по kbps на файла. Колкото по-висока е стойността, толкова по-добро е качеството.
Това е особено важен параметър при конвертирането на видеофайлове. Обикновените филми, „рипнати“ от DVD имат битрейт ~ (1000 – 3000) kbps. За сравнение може да се каже, че HDTV 720p има битрейт ~ 10 000 kbps (10 Mbps), а Full HD – около 30 Mbps.